# Puma (engin de combat du génie)
Pour les articles homonymes, voir Puma (homonymie).
Le Puma (en hébreu: פומ"ה פורץ מכשולים הנדסי)  est un engin de combat du génie utilisé par le corps du génie de l'armée de défense d'Israël depuis le début des années 1990.
Le véhicule de 51 tonnes peut transporter un équipage de huit hommes à une vitesse de 45 km/h.
Le Puma utilise la base du Sho't, lui-même une modification du char britannique Centurion.
Certains Pumas sont armés du système CARPET se composant d'un panier de vingt roquettes à charges thermobariques. La surpression de l'explosion détruit la plupart des mines. Le Puma fait détoner les mines en les écrasant à l'aide de son rouleau de déminage. L'engin est également équipé de brouilleurs perturbant les bombes artisanales et autres EEI télécommandés par radio.
L'armement se compose d'une mitrailleuse lourde M2 de 12,7 mm montée sur un tourelleau télé-opéré Dragon de chez Elbit Systems et trois mitrailleuses FN MAG de 7,62 mm, dont une dans un tourelleau télé-opéré Rafael OWS. Le véhicule dispose également d'un mortier de 60 mm et deux lance-pots fumigènes.

## Développements récents
Israël a formé [Quand ?] un quatrième bataillon de génie de combat qui est spécialisé dans le traitement de bombes artisanales, mines et pièges. Dans le cadre de cet effort, Israël va également moderniser ses Pumas. Cela consiste à ajouter de nouveaux équipements pour traiter des bombes artisanales et à former des équipages pour faire face au nombre croissant des dispositifs explosifs du Hamas dans la bande de Gaza.

## Utilisation controversée
Le Puma a été dénoncé par le gouvernement britannique comme constituant une violation des accords passés, quand l'armée israélienne l'a utilisés dans les territoires palestiniens occupés, le Puma ayant des composants de base du char britannique Centurion.

### Autres engins blindés israéliens
- Nagmachon
- Achzarit
- Namer
- Nakpadon